# شارع الزيزفون
شارع الزيزفون (بالألمانية: Lindenstraße) هو مسلسل تم إنتاجه في ألمانيا. بدأ عرضه في سنة 1985 على القناة الألمانية الأولى. بلغ عدد حلقاته 1614 حلقة، وتبلغ مدة الحلقة الواحدة 30 دقيقة. تم بث المسلسل لأول مرة بتاريخ 8 ديسمبر 1985. من بطولة أوله دال، مايكل بارال، دانييلا بيته وجو بولينغ. أصبح واحدا من أكثر المسلسلات نجاحا في ألمانيا. تقع أحداثه في شارع خيالي في ميونخ.

## وصلات خارجية
- الموقع الرسمي
- شارع الزيزفون على موقع IMDb (الإنجليزية)
- شارع الزيزفون على موقع فيلمافينيتي (الإسبانية)
- شارع الزيزفون على موقع كينوبويسك (الروسية)
- شارع الزيزفون على موقع ألو سيني (الفرنسية)
- شارع الزيزفون على موقع قاعدة بيانات الفيلم (الإنجليزية)